# ديفيد براند (سياسي)
ديفيد براند (بالإنجليزية: David Brand)‏ هو سياسي أسترالي، ولد في 1 أغسطس 1912 في أستراليا، وتوفي في 15 أبريل 1979 في أستراليا. حزبياً، نشط في الحزب الليبرالي الأسترالي. وقد انتخب عضو الجمعية التشريعية لأستراليا الغربية وانتخب Premier of Western Australia ‏ (2 أبريل 1959 – 3 مارس 1971).